# دانيال كين
دانيال كين (بالإنجليزية: Daniel Keene)‏ هو كاتب مسرحي أسترالي، ولد في 1955 في أستراليا.

## وصلات خارجية
- الموقع الرسمي